# Apache Stanbol
Apache Stanbol — проект Apache Software Foundation, у рамках якого підготовлений набір повторно використовуваних компонентів для семантичного управління контентом. Stanbol дозволяє розширити традиційні системи управління вмістом семантичними сервісами для класифікації даних і автоматичного поліпшення контенту, при якому представлений для обробки текст автоматично збагачується метаданими, анотаціями та посиланнями, отриманими із зовнішніх джерел, такими як інформація про людей, місця і організації.
Apache Software Foundation, після успішної перевірки в "інкубаторі", у жовтні 2012 оголосила про надання проекту Apache Stanbol статусу первинного проекту Apache.

## Виноски
1. ↑  The Apache Software Foundation Announces Apache Stanbol as a Top-Level Project. Архів оригіналу за 8 листопада 2012. Процитовано 4 жовтня 2012.